# تاداشي هوندا
تاداشي هوندا (باليابانية: 本多忠؛ بالكانا: ほんだ ただし) هو سباح ياباني، ولد في 19 سبتمبر 1951.

## وصلات خارجية
- تاداشي هوندا على موقع الاتحاد الدولي للسباحة (الإنجليزية)
- تاداشي هوندا على موقع أوليمبيديا (الإنجليزية)